# Leo Hermens
Leo Hermens (Heerlen, 1961) is een Nederlandse dichter. Zijn debuut was in 2005 met de dichtbundel Totzoverdetover.
De gedichten hebben een opbeurend karakter, ondanks de onderwerpen die behandeld worden.
Het boek Vleermuis in het ziekenhuis is een verzameling verhalen en beschouwingen over het jaar met Covid in het ziekenhuis waar hij werkt als fysiotherapeut.